# Myloplus
Myloplus is een geslacht van straalvinnige vissen uit de familie van de echte piranha's (Serrasalmidae). 

## Soorten[1]
- Myloplus arnoldi
- Myloplus asterias
- Myloplus levis
- Myloplus lobatus
- Myloplus lucienae
- Myloplus nigrolineatus
- Myloplus planquettei
- Myloplus rubripinnis
- Myloplus schomburgkii
- Myloplus ternetzi
- Myloplus tiete
- Myloplus torquatus
- Myloplus zorroi